# Plutonesthes melanoderes
Plutonesthes melanoderes là một loài bọ cánh cứng trong họ Cerambycidae.